# NGC 6372
NGC 6372 ist eine 13,0 mag helle Spiralgalaxie vom Hubble-Typ Sc im Sternbild Herkules am Nordsternhimmel.  Sie ist schätzungsweise 220 Millionen Lichtjahre von der Milchstraße entfernt und hat einen Durchmesser von etwa 110.000 Lj.
Im selben Himmelsareal befinden sich u. a. die Galaxien NGC 6371 und IC 1256.
Das Objekt wurde am 19. Mai 1784 von Wilhelm Herschel mit einem 18,7-Zoll-Spiegelteleskop entdeckt, der sie dabei mit „vF, not S, irregularly extended“ beschrieb.